# Szász Alajos
Szász Alajos (Vásárosnamény, 1958. május 8.  – ) magyar sportrepülő, sportoló.

## Életpálya
1980-as évek elején az egyik felkészítő oktatója Katona Sándor volt. Légijármű Üzembe tartási Engedéllyel rendelkezik. Kis-repülőgép üzemeltetésével, bérbeadásával foglalkozó cég vezetője.

## Sportegyesületei
Pannon Air Service Kft.

## Szakmai sikerek
Nemzetközi Repülőszövetség (franciául: Fédération Aéronautique Internationale) (FAI) 31. magyarként, az 1971-ben megtartott kongresszusán Paul Tissandier diplomát adományozott részére.